# Алитусский деканат (епархия Кайшядориса)
Алиту́сский декана́т (лит. Alytaus dekanatas) — один из семи деканатов епархии Кайшядориса римско-католической церковной провинции Вильнюса. Объединяет приходы в пределах восточной половины Алитусского района Алитусского уезда Литвы. В настоящее время в Алитусский деканат входит шесть приходов.
Должность окружного викария Алитусского деканата  занимает священник Винцас Баублис (лит. Vincas Baublys).

## Приходы деканата
- Алитусский приход (лит. Alytaus Šv. Liudviko parapija);
- Аловеский  приход (лит. Alovės Švč. Trejybės parapija);
- Бутримонский приход (лит. Butrimonių Išganytojo parapija);
- Даугайский приход (лит. Daugų Dievo Apvaizdos parapija);
- Пивашюнайский приход (лит. Pivašiūnų Švč. Mergelės Marijos Ėmimo į dangų parapija);
- Пуняский приход (лит. Punios Šv. apaštalo Jokūbo parapija).

## Храмы деканата

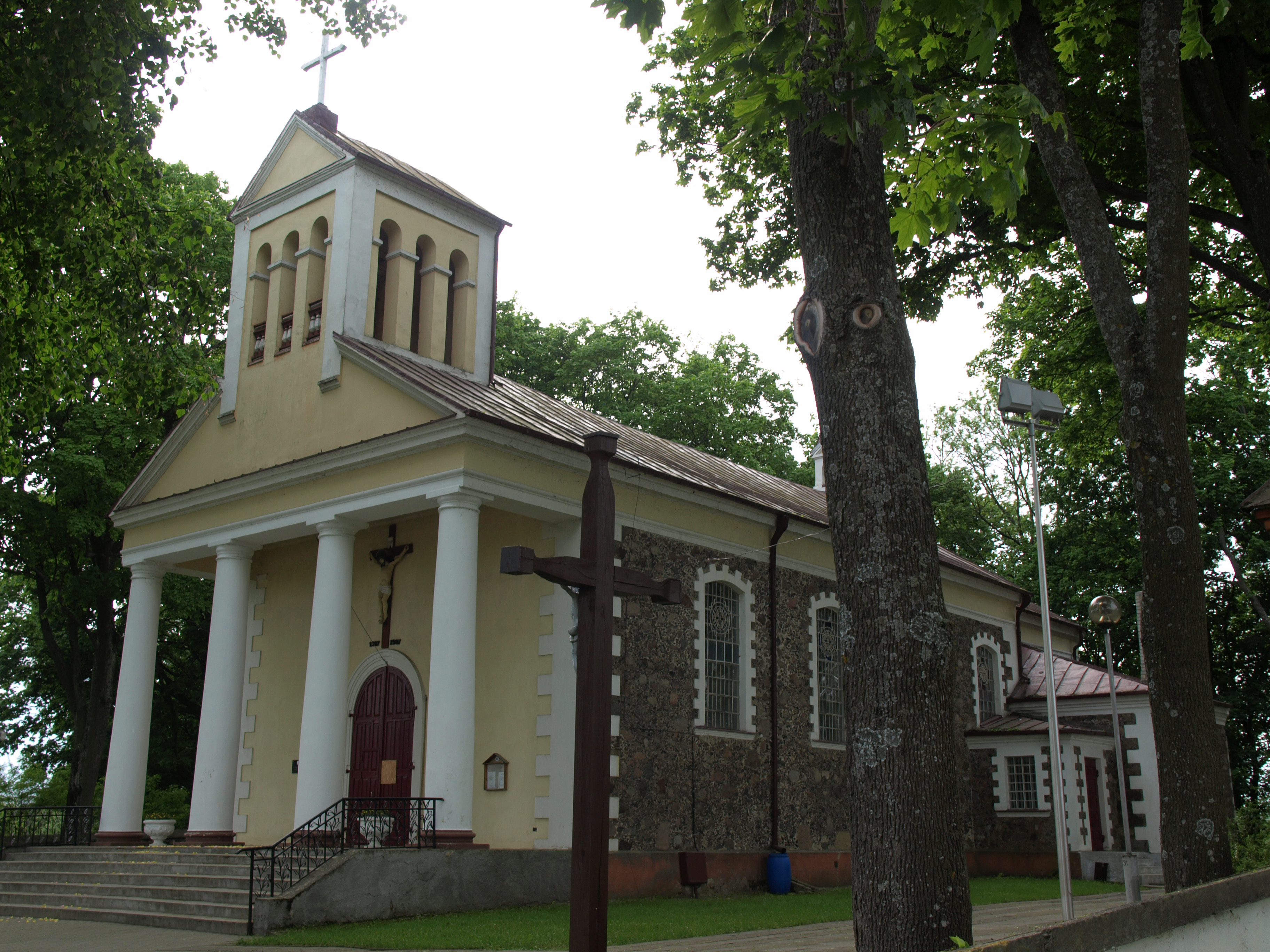
Церковь Святого Людовика в Алитусе
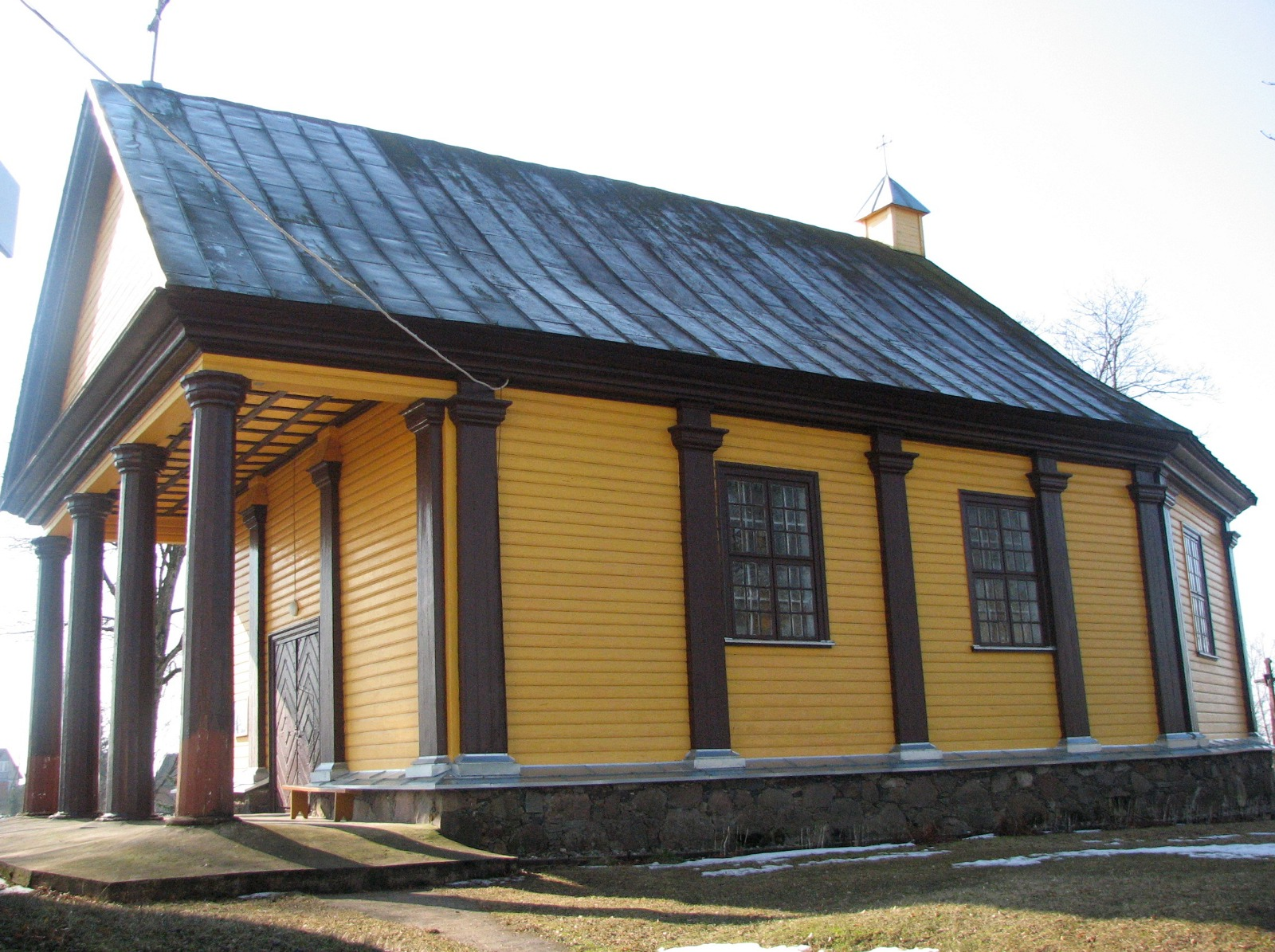
Церковь Святой Троицы в Алове
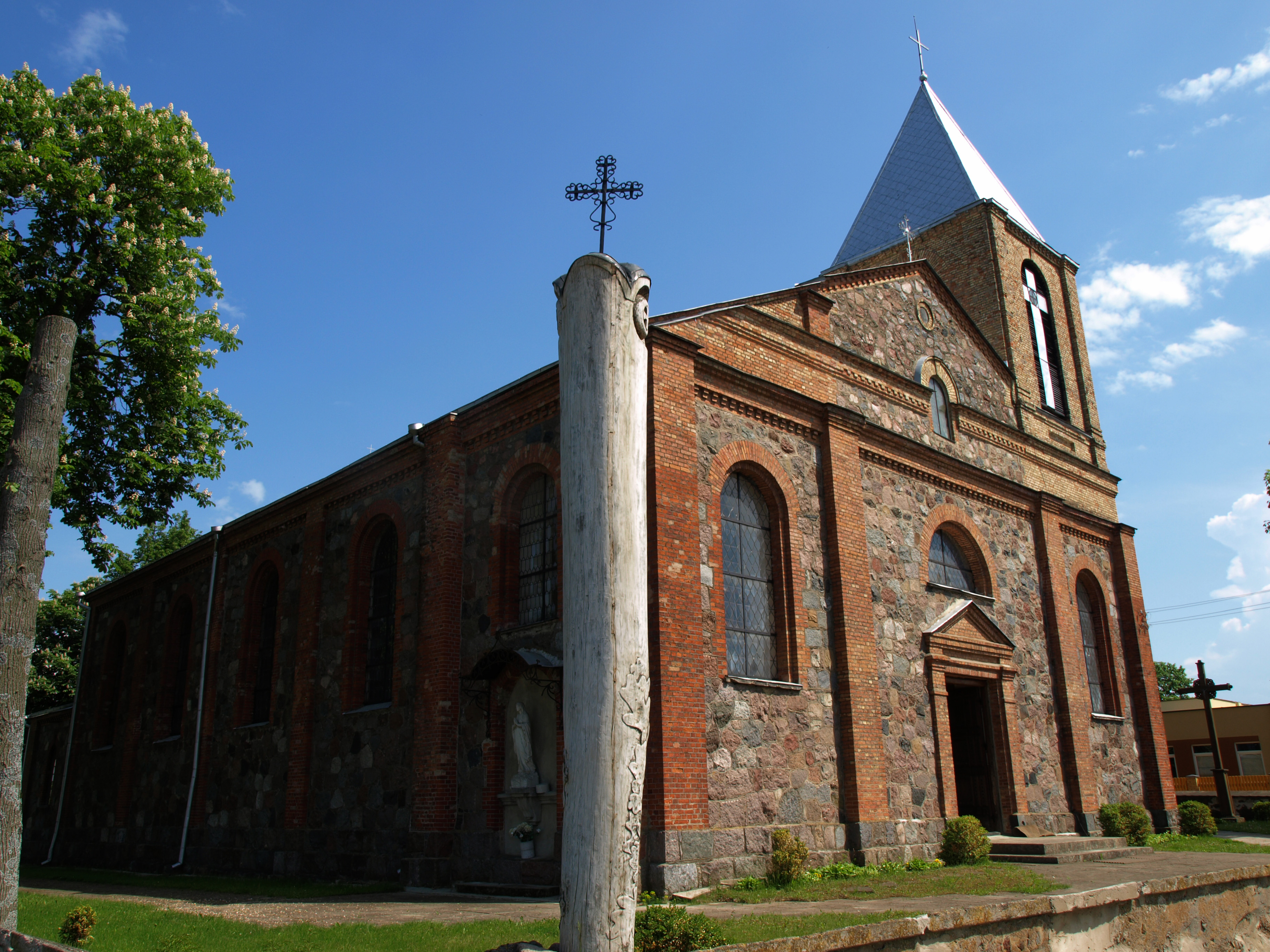
Церковь Спасителя в Бутримонисе
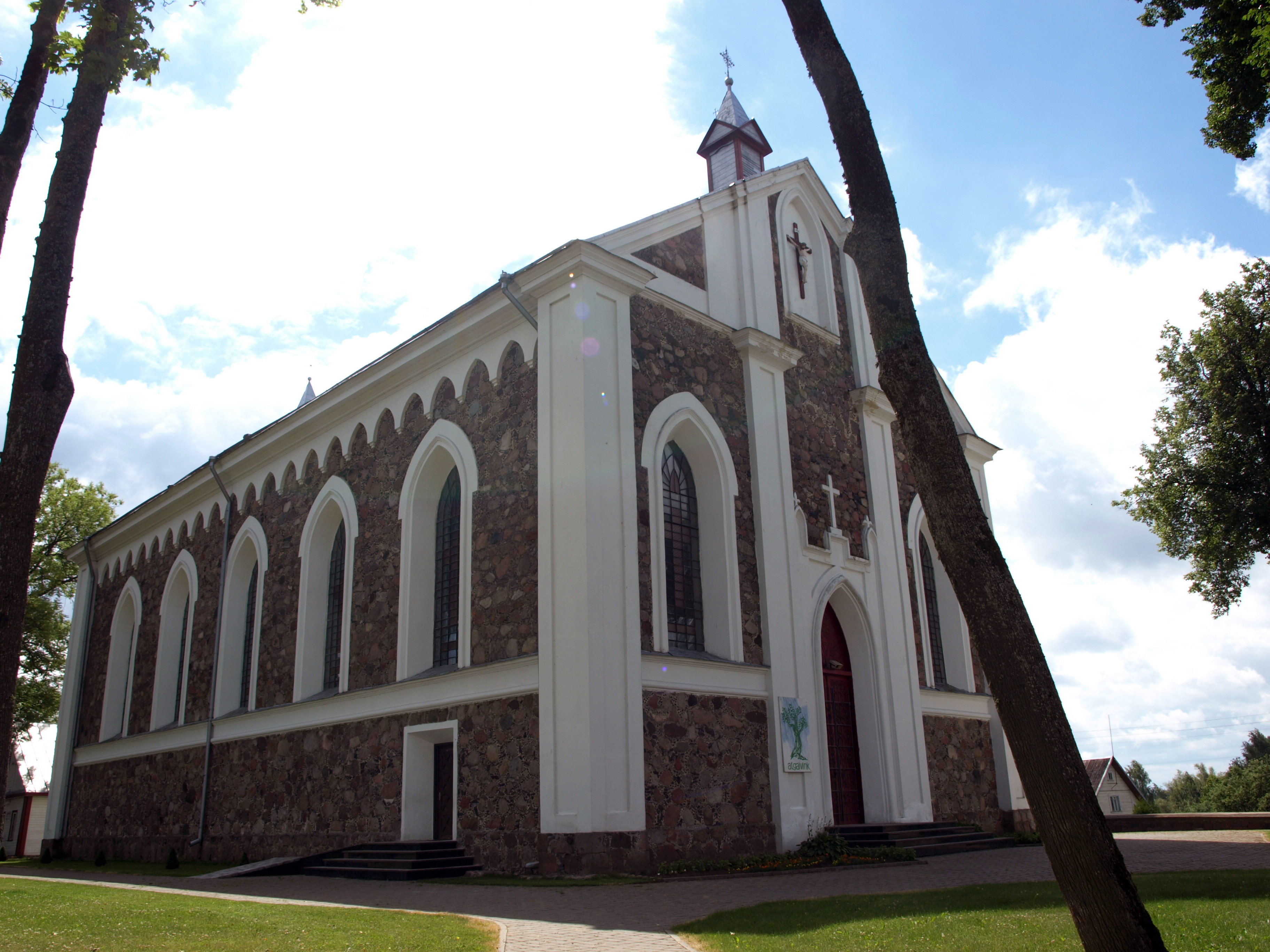
Церковь Провидения Божия в Даугае
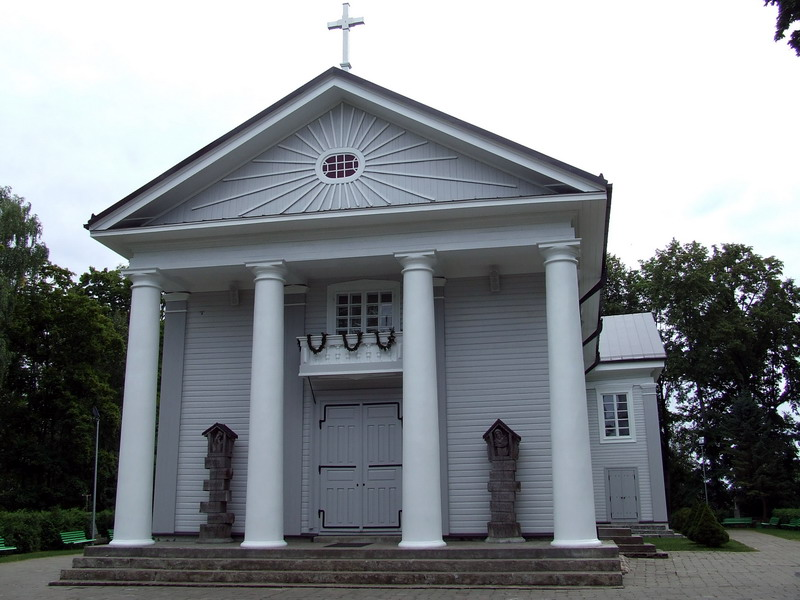
Церковь Пресвятой Девы Марии в Пивашюнае
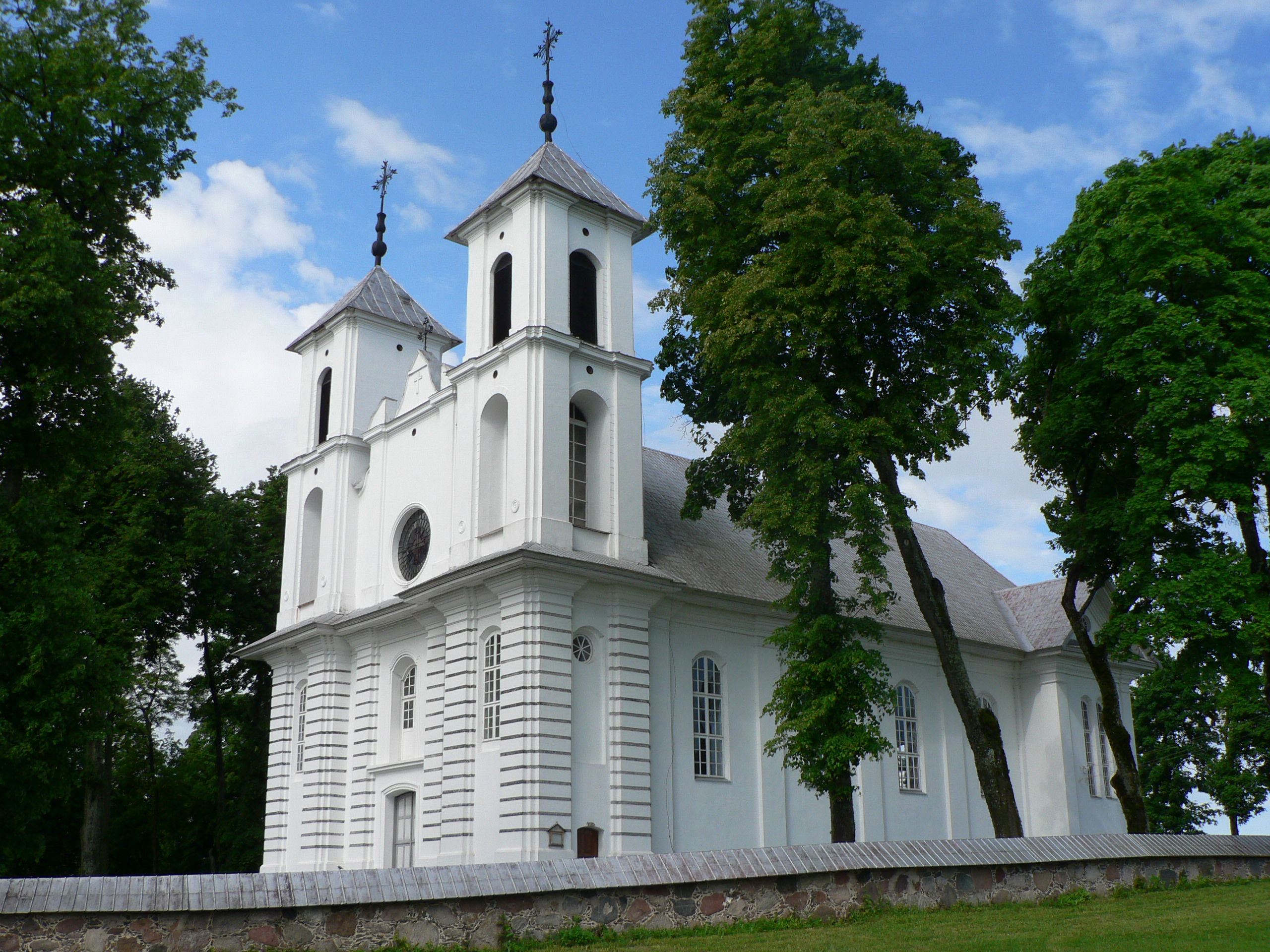
Церковь Святого Апостола Иакова в Пуня